# Mathai Joseph
Pour les articles homonymes, voir Mathai.
Mathai Joseph est un Informaticien indien né le 2 janvier 1943.

## Biographie
Il étudie la physique au Wilson College (Mumbai, Inde, 1962) puis à l'Université de Mumbai en 1964. Il obtient un diplôme de troisième cycle en électronique au Welsh College of Advanced Technology (1965), puis un doctorat en informatique au Churchill College, Cambridge sous la direction de David Wheeler (1968).
De 1968 à 1985, il travaille sur la programmation en tant que Fellow et Senior Research Scientist au Tata Institute of Fundamental Research (Mumbai, Inde), puis devient professeur d'informatique à l'Université de Warwick de 1985 à 1997. Il retourne en Inde en 1997 comme directeur exécutif au Tata Research Development and Design Center (Pune) puis de vice-président exécutif chez Tata Consultancy Services (1997–2007).
Il est Professeur invité à l'Université Carnegie-Mellon (1980–81), à l'Université de technologie d'Eindhoven (1990–92), à l'Université de Warwick (1997–98) et à l'Université d'York (2001–04) . Il est président du conseil d'administration de l'IIST (2004–06, Université des Nations unies, Macao) . Il est le premier indien à être élu au Conseil de l'ACM. Il est membre du Conseil de l'ACM Inde jusqu'en 2012. Il préside le comité d'éducation d'ACM Inde jusqu'en 2014.
Sa recherche porte sur les méthodes formelles pour les systèmes informatiques, y compris les systèmes en temps réel. Son article le plus cité, "Finding Response Times in a Real-Time System ", avec plus de mille citations sur Google Scholar, est un travail conjoint avec Paritosh Pandya, publié dans The Computer Journal en 1986.
Son travail conjoint avec Zhiming Liu sur la tolérance aux pannes donne un modèle formel qui définit précisément les notions de faute, derreur, déchec et de tolérance aux pannes, ainsi que leurs relations. Il fournit les propriétés qui modélisent les programmes affectés par des pannes et les programmes tolérants aux pannes en termes de transformations. Il propose un processus de conception pour les systèmes tolérants aux pannes,.
Joseph écrit Digital Republic, des mémoires qui retracent le développement de la technologie de l'information en Inde,,,.

## Livres
- Foundations of Software Technology and Theoretical Computer Science, Fourth Conference, Bangalore, India, December 13–15, 1984, Proceedings, vol. 181, Springer-Verlag, coll. « Lecture Notes in Computer Science », 1984 (ISBN 978-3-540-13883-9)
- Formal Techniques in Real-Time and Fault-Tolerant Systems, Proceedings of a Symposium, Warwick, UK, September 22–23, 1988, vol. 331, Springer-Verlag, coll. « Lecture Notes in Computer Science », 1988 (ISBN 978-3-540-50302-6)
- Real-Time Systems: Specification, Verification and Analysis, Prentice Hall, coll. « International Series in Computer Science », 1996 (ISBN 978-0-13-455297-2)
- Mathai Joseph, Digital Republic: India's rise to IT power, Power Publishers, 2013 (ISBN 978-93-82792-57-4)[10]
- Mathai Joseph, Dead to Reason, Amazon Kindle, 2017